# Puig Jugador
El Puig Jugador és una muntanya de 806 metres que es troba entre els municipis de Querol, a la comarca de l'Alt Camp i de Pontons a la comarca d'Alt Penedès.